# Vukomerić
Vukomerić je naseljeno mjesto u Republici Hrvatskoj u Zagrebačkoj županiji. Nalazi se u Vukomeričkim goricama, a administrativno je u sastavu grada Velike Gorice. Proteže se na površini od 3,83 km². Prema popisu stanovništva iz 2011. godine Vukomerić ima 158 stanovnika koji žive u 47 domaćinstava. Gustoća naseljenosti iznosi 41 st./km².

## Stanovništvo
| broj stanovnika | 151   | 176   | 177   | 209   | 199   | 221   | 214   | 218   | 201   | 191   | 191   | 177   | 158   | 88    | 137   | 158   | 125   |
|                 | 1857. | 1869. | 1880. | 1890. | 1900. | 1910. | 1921. | 1931. | 1948. | 1953. | 1961. | 1971. | 1981. | 1991. | 2001. | 2011. | 2021. |